# Fernbusbahnhof Ankara
Der Fernbusbahnhof Ankara (Ankara Şehirlerarası Terminal İşletmesi, auch Şehirler Arası Otobüs Teminali̇), üblicherweise als „AŞTİ“ abgekürzt, ist der Busbahnhof für den Fernbusverkehr in der türkischen Hauptstadt Ankara, Stadtgemeinde Yenimahalle.

## Beschreibung
Der Busbahnhof wurde 1995 offiziell eröffnet. Die verantwortlichen Architekten waren Utarit İzgi, Asım Mutlu, Esat Suher, Yılmaz Zenger, Ünal Demiraslan & Zühtü Müridoğlu. Der Busbahnhof ist mehrgeschossig ausgeführt. Zwei übereinanderliegende (Ober-)Geschosse bieten stockwerksweise getrennt jeweils einen ebenerdigen Zugang zu den ankommenden und abfahrenden Bussen, die an der Rückseite des Gebäudes über Rampen an die als Galerie ausgeführten Zusteig- und Aussteigplätze herangeführt werden. Mit seiner für den allgemeinen Verkehr gesperrten Rückseite ähnelt die Anlage einem Flughafenterminal. Der AŞTİ ist mit einer Gesamtfläche von 228.520 m² der zweitgrößte seiner Art in der Türkei. Die Grundfläche des Gebäudes beträgt 128.520 m². Es besteht eine Verbindung zur U-Bahn-Station AŞTİ der Ankaray-Linie.

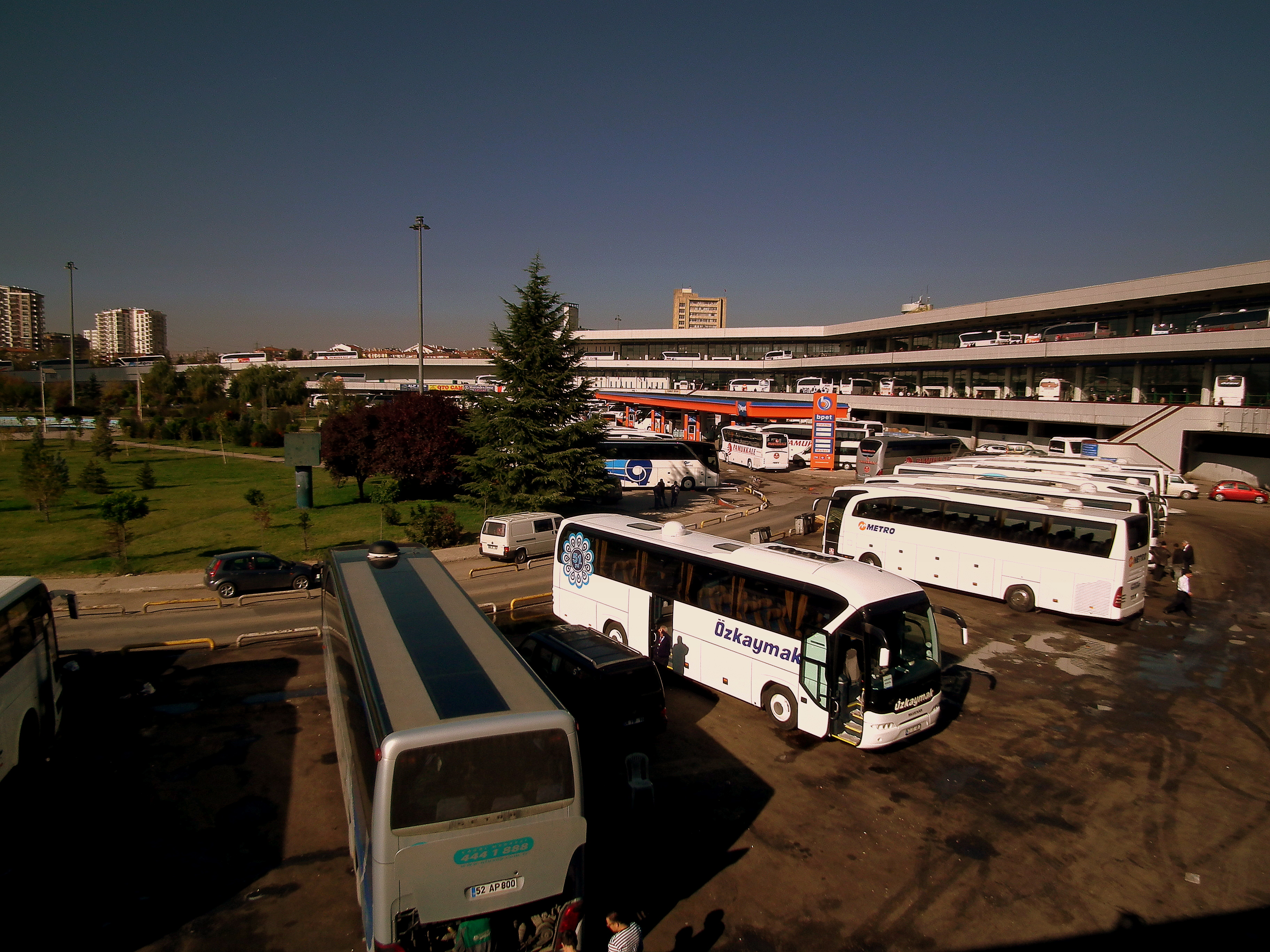
Rückseite mit den Bussteigen für ankommenden und abfahrenden Verkehr

Die Betriebsführung oblag bis zum 31. Dezember 1997 der Generaldirektion (Genel Müdürlük) der İşletme ve İştirakler Daire Başkanlığı (Präsidium der Abteilung „Unternehmen und Beteiligungen“) der Stadtverwaltung von Ankara (etwa: Generaldirektion für den Busbahnhof). Diese Konstruktion entspräche in Deutschland grob einem Eigenbetrieb.
Ab 1. Januar 1998 ging die Betriebsführung durch eine gewonnene Ausschreibung auf die BUGSAŞ über, die u. a. für das Baustellenmanagement sowie den Betrieb der beiden U-Bahn-Bereiche (Ankaray und Metro) zuständig ist. Diese Gesellschaft hat ihren Hauptsitz seitdem am Fernbusbahnhof.
Im Januar 2021 begannen die Renovierungsarbeiten am Busbahnhof AŞTİ. In den letzten 25 Jahren bestanden Überlegungen zur Verlegung des Busbahnhofs an einen anderen Standort. Daher wurden Erneuerungs- und Entwicklungsaktivitäten nicht durchgeführt.
Die geplanten Arbeiten, die in 400 Tagen abgeschlossen werden sollen, lauten wie folgt:
- Bau von Bodenisolierungen auf Straßen
- Erneuerung der abgehängten Decke im Ankunftsbereich
- Bau von Terrassendielen
- Umstellung von Dampfkesseln auf Erdgas
- Bau von behindertengerechten Aufzügen
- Feuerevakuierungsprojekt
- Es ist die Konstruktion eines Kamera-Tracking-Systems.

### Busunternehmen
Vom Busbahnhof AŞTİ gibt es Busverbindungen in 81 Städte der Türkei. Zu den meistgenutzten Busverbindungen, die von Ankara abfahren, gehören die Städte Istanbul, Antalya, Bursa und Izmir.

## Busverbindungen
Vom Busbahnhof AŞTİ gibt es Busverbindungen in 81 Städte der Türkei. Zu den beliebtesten Busverbindungen, die von Ankara abfahren, gehören die Städte Istanbul, Antalya, Bursa und Izmir.

## Service
Den Reisenden stehen mehrere Restaurants, darunter sechs Schnellrestaurants (je drei in Ankunfts- und Abfahrtsbereich) und vier Teestuben, zur Verfügung. Zudem sind im Busbahnhof neben Souvenirshops und einem Supermarkt insgesamt 85 Geschäfte für Waren aller Art, Versicherungsagenturen, Autovermietungen, eine Sanitätsstation und ein Hamam vorhanden.
Für die Busse stehen Tankstellen und Reparaturwerkstätten zur Verfügung. Es gibt einen kostenlosen Internetdienst (WI-FI), der von der Stadtverwaltung angeboten wird. Es gibt elektronische Schilder, auf denen die Fahrgäste Informationen zum Busfahrplan sehen können. Es gibt Geldautomaten und Schließfächer. Darüber hinaus gibt es Kennzeichenerkennungssysteme an den Eingängen des Parkplatzes und des Busbahnhofs.

## Anfahrt
Der Busbahnhof AŞTİ im Viertel Yenimahalle in Ankara ist mit allen öffentlichen Verkehrsmitteln erreichbar. EGO-Busse, die von einer Tochtergesellschaft der Stadtverwaltung von Ankara betrieben werden, fahren regelmäßig den Busbahnhof AŞTİ an. Die  Linie Ankaray (Light Rail System) ein Teil des U-Bahn-Systems in Ankara, mit insgesamt 11 Haltestellen hat eine ihrer beiden Endstationen am Busbahnhof AŞTİ.

### Kostenlose Shuttle-Services
Ein kostenloser Shuttle-Transport wird von der S.S. Ankara Bus and Bus Station Operators Business Cooperative betrieben. Dieser ursprünglich von den Busunternehmen betriebene Service wurde mit der Entscheidung von UKOME in kommunale Regie überführt. Mit diesen kostenlosen Stadtverkehrsdiensten kann von  jedem Bezirk Ankaras der Busbahnhof erreicht werden.